# آنتونی روو
آنتونی روو (انگلیسی: Anthony Rouault؛ زادهٔ ۲۹ مهٔ ۲۰۰۱) بازیکن فوتبال اهل فرانسه است که در پست مدافع بازی می‌کند.
از باشگاه‌هایی که در آن بازی کرده‌است می‌توان به باشگاه فوتبال تولوز و باشگاه فوتبال اشتوتگارت اشاره کرد.